# Wolfgang Sprekels
Wolfgang Sprekels (* 17. Juli 1944 in Mölln; † 16. April 2023 in Hamburg) war ein deutscher Zahnarzt. Er war fast 20 Jahre lang Vizepräsident der Bundeszahnärztekammer und 28 Jahre Präsident der Zahnärztekammer Hamburg.

## Leben
Anlässlich seines 60. Geburtstages verlieh ihm der Hamburger Senat für seine Verdienste bei der Vorsorge für Kinder und Jugendliche sowie für das Wohl seiner Patienten den Ehrentitel „Professor“.

„… Personen, die sich auf dem Gebiet der Wissenschaft und Kunst der Freien und Hansestadt Hamburg … besondere Verdienste erworben haben, mit dem Ehrentitel ‚Professor‘ zu ehren“

Im Januar 2011 wurde Sprekels, als dienstältester Präsident einer Zahnärztekammer in Deutschland, erneut als Präsident der Zahnärztekammer Hamburg bestätigt.
Am 13. Januar 2012 beging Sprekels sein 25. Dienstjubiläum als Präsident der Zahnärztekammer Hamburg. Seit 2013 arbeitete Sprekels als angestellter Zahnarzt in Poppenbüttel. Im November 2014 trat Sprekels nicht mehr zur Wahl der Zahnärztekammer Hamburg an. Am 20. Januar 2015 wurde als sein Nachfolger der Zahnarzt Konstantin von Laffert gewählt.
Am 25. November wählte die LAJH-Mitgliederversammlung den Hamburger Zahnarzt Konstantin von Laffert zum Vorsitzenden der LAJH.
Beim Council of European Dentists (CED), früher Dentist Liaison Committee (DLC) war er für Europapolitik zuständig und bis November 2010 Vizepräsident.
Er war Vorsitzender der Landesarbeitsgemeinschaft zur Förderung der Jugendzahnpflege e.V. (LAJH), einer Einrichtung zur Verbesserung der Zahngesundheit in Hamburger Kindergärten und Schulen, in der u. a die Träger der Gesetzlichen Krankenversicherung Mitglied sind. Am 29. Oktober 2014 wurde Sprekels als Vorsitzender der LAJH nach 28 Jahren verabschiedet.
Hamburgs Gesundheitssenatorin Cornelia Prüfer-Storcks überreichte Prof. Sprekels am 20. Juni 2016 das Bundesverdienstkreuz 1. Klasse.
Sprekels war verheiratet mit der Zahnärztin Veronika Sprekels, die gemeinsam mit ihm Jahrzehnte lang in einer Gemeinschaftspraxis in Hamburg niedergelassen war. Seine Tochter ist als Kieferorthopädin tätig.

## Ämter/Funktionen
- von 1987 bis 2015 Präsident der Zahnärztekammer Hamburg[7]
- von 1989 bis 2008 Vizepräsident der Bundeszahnärztekammer[8]
- Vizepräsident des Zahnärztlichen Verbindungsausschusses (Dentist Liaison Committee) bei der EU
- Beiratsvorsitzender bei der Versicherungsstelle für Zahnärzte (VFZ)[9]

## Auszeichnungen
- Verleihung des Ehrentitels „Professor“ durch die Freie und Hansestadt Hamburg[10]
- Verleihung des Ehrentitels „Ehren-Präsident“ der Zahnärztekammer Hamburg[11]
- 20. Juni 2016: Bundesverdienstkreuz 1. Klasse

## Veröffentlichungen
- Dünnschichtchromatographische Bestimmung der C_1tn1_1tn9O_1tn3- Steroide 11-OH-Ätiocholanolon, 11-OH- Androsteron und 11-O- Ätiocholanolon aus dem Urin von Kindern. Dissertation. Univ., Fachbereich Medizin, Hamburg 1971, DNB 751088412.

## Seitennachweise
1. ↑  Traueranzeige im Hamburger Abendblatt, 29. April 2023
2. ↑  Presseinfo, ZÄK Hamburg
3. ↑  Neuer Präsident der Zahnärztekammer Hamburg mahnt Mundhygiene in Grundschulen an (Memento des Originals vom 5. März 2016 im Internet Archive)  Info: Der Archivlink wurde automatisch eingesetzt und noch nicht geprüft. Bitte prüfe Original- und Archivlink gemäß Anleitung und entferne dann diesen Hinweis., Zahnärztekammer Hamburg, vom 21. Januar 2015
4. ↑  Landesarbeitsgemeinschaft Jugendzahnpflege wählte neuen Vorsitzenden (Memento des Originals vom 1. Januar 2016 im Internet Archive)  Info: Der Archivlink wurde automatisch eingesetzt und noch nicht geprüft. Bitte prüfe Original- und Archivlink gemäß Anleitung und entferne dann diesen Hinweis., Pressemeldung LAJH.
5. ↑  Verabschiedung Prof. Sprekels (Memento des Originals vom 24. Oktober 2016 im Internet Archive)  Info: Der Archivlink wurde automatisch eingesetzt und noch nicht geprüft. Bitte prüfe Original- und Archivlink gemäß Anleitung und entferne dann diesen Hinweis., LAJH.
6. ↑  Archivierte Kopie (Memento des Originals vom 4. April 2017 im Internet Archive)  Info: Der Archivlink wurde automatisch eingesetzt und noch nicht geprüft. Bitte prüfe Original- und Archivlink gemäß Anleitung und entferne dann diesen Hinweis.
7. ↑  25 Jahre im Amt: Prof. Dr. Wolfgang Sprekels, Präsident der Zahnärztekammer Hamburg. Presseinformation auf: zaek-hh.de, 10. Januar 2012. (PDF-Datei; 18 kB)
8. ↑  Geschäftsbericht 2003 (Memento vom 7. April 2014 im Internet Archive) BZÄK
9. ↑  VFZ (Memento des Originals vom 9. Dezember 2013 im Internet Archive)  Info: Der Archivlink wurde automatisch eingesetzt und noch nicht geprüft. Bitte prüfe Original- und Archivlink gemäß Anleitung und entferne dann diesen Hinweis.
10. ↑  Hamburger Zahnärztepräsident mit Professortitel ausgezeichnet. Presseinformation, 26. August 2004 (PDF-Datei; 21 kB)
11. ↑  Erste reguläre Delegiertenversammlung (Memento des Originals vom 2. April 2015 im Internet Archive)  Info: Der Archivlink wurde automatisch eingesetzt und noch nicht geprüft. Bitte prüfe Original- und Archivlink gemäß Anleitung und entferne dann diesen Hinweis., Zahnärztekammer Hamburg, vom 20. März 2015

| Personendaten    | Personendaten                                             |
| ---------------- | --------------------------------------------------------- |
| NAME             | Sprekels, Wolfgang                                        |
| KURZBESCHREIBUNG | deutscher Zahnarzt, Präsident der Zahnärztekammer Hamburg |
| GEBURTSDATUM     | 17. Juli 1944                                             |
| GEBURTSORT       | Mölln                                                     |
| STERBEDATUM      | 16. April 2023                                            |
| STERBEORT        | Hamburg                                                   |